# خيسوس غاميز

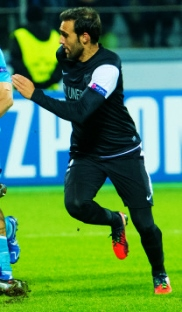

خيسوس غاميز (بالإسبانية: Jesús Gámez)‏ (مواليد 10 أبريل 1985 في فوينغيرولا - إسبانيا) لاعب كرة قدم إسباني يلعب حاليا لصالح نادي الدرجة الأولى مالقا الإسباني منذ 2000 في مركز الظهير الأيمن .

## روابط خارجية
- خيسوس غاميز على موقع الاتحاد الأوربي (الإنجليزية)
- خيسوس غاميز على موقع قاعدة بيانات كرة القدم.إي يو (الإنجليزية)
- خيسوس غاميز على موقع Soccerbase.com (لاعب) (الإنجليزية)
- خيسوس غاميز على موقع Soccerway.com (الإنجليزية)
- خيسوس غاميز على موقع عالم كرة القدم.نت (الإنجليزية)
- خيسوس غاميز على موقع كووورة
- خيسوس غاميز على موقع AS.com (الإسبانية)